# Павел з Тарношина
Павел з Тарношина, Радзанова, Ніщиць гербу Правдич (пом. 1448/1450) — польський шляхтич, військовик та урядник Корони Польської.

## Життєпис
Син белзького старости Павела (Пашка) з Радзанова, правнук Павела, званого Вардою, якому плоцький князь Вацлав надав Радзанув. Внук Хвалислава — плоцького підкоморія.
Може, молодість провів біля батька, часто перебував при дворі князя Земовита IV. Як свідок згаданий у документах князів: Земовита V, Тройдена ІІ, Владислава І — 24 жовтня 1426 року в Сокалі; Земовита V, Казімєжа ІІ, Владислава І — 25 червня 1427 року в Белзі.
До 1434 року не мав за документами посад. Князь Казімеж ІІ Белзький (в його збережених документах згаданий майже кожен раз як воєвода белзький або воєвода Русі), правитель Белзької землі за угодою 31 серпня 1434 року, призначив його першим белзьким воєводою. Вперше згаданий на цій посаді в документі від 16 червня 1435 року, виданого в Угринові. 31 грудня 1435 року був одним з гарантів укладеного миру з тевтонцями. 17 січня 1446 року — арбітр суперечки в міському суді Львова.
Востаннє згаданий живим 24 жовтня 1448 року. Помер перед 14 квітня 1450; цього дня Ян «Кмачола» з Нєборова згаданий як белзький воєвода.

### Сім'я
Його дружиною була Катажина (прізвище невідоме). Їй 23 січня 1447 року в Угневі зробив запис 200 гривень півгрошами, забезпечених на Тарношині, Ульгувку. Сином був Зиґмунт із Радзанова, Угнева, Ніщиців — пізніше белзький воєвода, сини якого дали початок родам Ніщицьких, Радзановських, Угновських, Цємнєвських. Донька Добехна — дружина белзького каштеляна Брат — Якуб з Радзанова і Насєльська — лівський каштелян 1402 року, протопласт родів Жабіцьких, Парисів, Насельських.